# 霧島市立万膳小学校
霧島市立万膳小学校（きりしましりつ まんぜんしょうがっこう）は、鹿児島県霧島市牧園町万膳（旧・姶良郡牧園町）にある市立小学校。

## 概要
霧島市牧園町に位置する小学校である。
伝統芸能 「万膳太鼓踊り」の伝承に取り組んでいる。

## 沿革
- 2005年（平成17年） - 国分市と姶良郡6町の新設合併に伴い、霧島市立万膳小学校と改称。